# Crepidomanes ramitrichum
Crepidomanes ramitrichum là một loài thực vật có mạch trong họ Hymenophyllaceae. Loài này được (Faden) Beentje miêu tả khoa học đầu tiên.